# Bastian Knittel
Bastian Knittel (* 8. August 1983 in Stuttgart) ist ein ehemaliger deutscher Tennisspieler und heutiger -trainer.

## Karriere
Der in Ditzingen lebende Knittel nahm 2007 bei den French Open erstmals an der Qualifikation zu einem Grand-Slam-Turnier teil, schied jedoch bereits in der ersten Qualifikationsrunde aus. Im Jahr 2010 konnte er in Wimbledon und bei den US Open jeweils die zweite Qualifikationsrunde erreichen. Im Juli 2010 qualifizierte sich Knittel in Stuttgart erstmals für das Hauptfeld eines ATP-Turniers, verlor jedoch in der ersten Runde gegen Pablo Andújar.
Bastian Knittels größter Erfolg auf der ATP Challenger Tour war der Sieg bei den Heilbronn Open im Januar 2011. Zudem konnte er in seiner Karriere acht Future-Turniere gewinnen. Seine beste Weltranglistenposition im Einzel war Platz 157 am 28. Februar 2011 und im Doppel Platz 201 am 26. September 2011.
Sein größter Erfolg bei einem ATP-Turnier war der Sieg gegen den Ivan Dodig im Juli 2011 beim Turnier am Hamburger Rothenbaum. 2013 konnte er sich erstmals für das Hauptfeld eines Grand-Slam-Turniers qualifizieren. In Wimbledon erreichte er die erste Runde, schied dort aber gegen Juan Mónaco glatt in drei Sätzen aus. Nach dem Challenger in Heilbronn beendete er seine Karriere.
Knittel spielte für den Solinger TC 2008 in der 1. und 2009 in der 2. Tennis-Bundesliga. 2010 trat er in der 2. Bundesliga für den TC Ravensburg, 2011 für TC Radolfzell und 2012 in der 1. Bundesliga für den Tennis-Club 1. FC Nürnberg an.
Von 2014 bis 2017 war Knittel Tennistrainer beim TC Bad Friedrichshall. Danach wurde er Verbandstrainer beim Badischen Tennisverband in Leimen.

## Erfolge
| Legende (Anzahl der Siege)  |
| Grand Slam                  |
| ATP World Tour Finals       |
| ATP World Tour Masters 1000 |
| ATP World Tour 500          |
| ATP World Tour 250          |
| ATP Challenger Tour (3)     |

### Einzel

#### Turniersiege
| Nr. | Datum           | Turnier   | Belag         | Finalgegner   | Ergebnis   |
| --- | --------------- | --------- | ------------- | ------------- | ---------- |
| 1.  | 30. Januar 2011 | Heilbronn | Hartplatz (i) | Daniel Brands | 7:64, 7:65 |

### Doppel

#### Turniersiege
| Nr. | Datum         | Turnier | Belag | Partner     | Finalgegner                                | Ergebnis         |
| --- | ------------- | ------- | ----- | ----------- | ------------------------------------------ | ---------------- |
| 1.  | 6. Mai 2007   | Ostrava | Sand  | Lukáš Rosol | Alexander Krasnoruzki Alexander Kudrjawzew | 2:6, 7:5, [11:9] |
| 2.  | 11. Juni 2011 | Košice  | Sand  | Simon Greul | Facundo Bagnis Eduardo Schwank             | 2:6, 6:3, [11:9] |